# Arthur Stanley Williams
Arthur Stanley Williams (1861 - 21 de noviembre de 1938) fue un procurador y astrónomo aficionado inglés. Se dedicó a la observación telescópica de los planetas. También fue un gran aficionado a las regatas, ganando la Challenge Cup en 1920.

## Trabajos planetarios
Usando un reflector de 6.5 pulgadas con montura ecuatorial para la mayor parte de su trabajo, publicó un influyente artículo en 1896: "Sobre la deriva del material superficial de Júpiter en diversas latitudes." Con este trabajo reforzó mucho los esfuerzos para la observación sistemática de Júpiter. Así mismo, ideó el sistema de denominación de los cinturones de la atmósfera joviana en 1898. Defendió el método de determinar la longitud de los elementos superficiales usando su tránsito meridiano central.
En 1899 publicó su más influyente artículo: "Variaciones periódicas en los colores de los dos cinturones ecuatoriales de Júpiter".
También observó las manchas de Saturno, y las "características lineales" de Marte denominadas "canales". De acuerdo con Eugène Antoniadi, fue uno de los primeros en afirmar que estas formas del planeta rojo eran en gran parte ilusorias.

## Reconocimientos
- Miembro de la Real Sociedad Astronómica en 1884
- Medalla Jackson-Gwilt en 1923.

## Eponimia
- El cráter lunar Williams lleva este nombre en su memoria.[1]
- El cráter marciano Williams también conmemora su nombre.[2]